# Richella obtusata
Richella obtusata là loài thực vật có hoa thuộc họ Na. Loài này được (Baill.) R.E. Fr. miêu tả khoa học đầu tiên năm 1959.